# Taira Court
Taira Caroen Court Goldsmith (Viña del Mar, Valparaíso, 21 de noviembre de 1973) es una actriz y diseñadora teatral chilena. 

## Biografía
Nació el 21 de noviembre de 1973 en Viña del Mar. Hija de una arquitecta dedicada a los negocios y un ingeniero, su ascendencia francesa, inglesa, alemana y escocesa.
Cursó sus estudios primaros en el Colegio Giordano Bruno en Peñalolén. Ingresó posteriormente a Diseño Teatral en la Universidad de Chile. Luego, ingresó a estudiar actuación en la Academia Club de Teatro, egresando en 1998. Recibió formación de los maestros Fernando González, Alfredo Castro y Rodrigo Pérez Müffeler.

## Vida personal
Contrajo matrimonio a los 19 años y fue madre de Imara Salas Court, nacida en 1993. En 1997 inició una relación con Alfredo Castro, quien fuese su profesor. Ambos contrajeron matrimonio en 1998 y fueron padres de Agatha Castro Court, nacida en 1999.

## Filmografía

#### Cine
- Tres noches de un sábado (2002)
- El último sacramento (2004)
- Secretos (2008)
- Ventana (2014)

## Televisión
| Año  | Título                  | Papel                   | Notas       |
| ---- | ----------------------- | ----------------------- | ----------- |
| 2002 | El Circo de las Montini | Pamela Garrido          | TVN         |
| 2003 | Puertas Adentro         | Mariana Levermann       | TVN         |
| 2008 | Viuda Alegre            | Emilia Recart           | TVN         |
| 2009 | Los Exitosos Pells      | Alex Marini             | TVN         |
| 2009 | Sin Anestesia           | Juana Hurtado           | Chilevisión |
| 2010 | Mujeres de lujo         | Mariana Montero / Ópalo | Chilevisión |
| 2015 | La Poseída              | Beatriz Alemparte       | TVN         |

| Año  | Título                       | Papel                | Notas       |
| ---- | ---------------------------- | -------------------- | ----------- |
| 2005 | Los simuladores              | Vania Munizaga       | Canal 13    |
| 2008 | Gen Mishima                  | Cristina Reggis      | TVN         |
| 2010 | Cartas de mujer              | Isabel Ruiz-Tagle    | Chilevisión |
| 2017 | 62, historia de un mundial   | Teresa Fernández     | TVN         |
| 2017 | Papá mono                    | Macarena             | Canal 13    |
| 2017 | Vidas en riesgo              | Pamela               | Chilevisión |
| 2019 | 62, historia de un mundial 2 | Teresa Fernández     | TVN         |
| 2022 | Cromosoma 21                 | Ana María Etcheverry | Canal 13    |

## Teatro
- 2002: Las sirvientas (dirigida por Alfredo Castro)
- 2002: Devastados (dirigida por Alfredo Castro)
- 2003: Mano de obra (dirigida por Alfredo Castro)
- 2004: La gaviota (dirigida por Alexis Moreno)
- 2005: Numancia (dirigida por Alexis Moreno)
- 2006: Madre (dirigida por Rodrigo Pérez)
- 2006: Casa de muñecas (dirigida por Alfredo Castro)
- 2007: Atentados contra su vida (dirigida por Constanza Brieba)
- 2010: Cinema utopía (dirigida por Ramón Griffero)
- 2013: Coraje, corazón y Rita (dirigida por Priscilla Guerra)
- 2013: El jardín de los cerezos (dirigida por Héctor Noguera)
- 2014: Prometeo (dirigida por Ramón Griffero)
- 2014: Barrio alto (dirigida por Omar Morán)
- 2016: Los padres terribles (dirigida por Omar Morán)
- 2018: La iguana de Alessandra (dirigida por Ramón Griffero)
- 2022: El niño estrella (dirigida por Paola Giannini)
- 2024: Limpia (dirigida por Alfredo Castro)